# The Winning of Sally Temple
The Winning of Sally Temple er en amerikansk stumfilm fra 1917 af George Melford.

## Medvirkende
- Fannie Ward som Sally Temple
- Jack Dean som Lord Romsey
- Walter Long
- Horace B. Carpenter som Oliver Pipe
- William Elmer som Tom Jellitt